# Национальный путь тысячелетия
Национальный путь тысячелетия (англ. National Millennium Trail) — включает 16 туристических маршрутов, выбранных из 58 номинантов, как лучше других отражающие определяющие аспекты американской истории и культуры. Маршруты были выбраны 26 июня 2000 года Советом Миллениума при Белом доме (англ. White House Millennium Council) в рамках подготовке празднования Миллениума:
1. Юникой магистраль[англ.] (англ. Unicoi Turnpike) — протяжённость 68,8 миль (110,7 км) от Мерфи (Северная Каролина), столицы Округа Чероки, на запад, в Вонор (Теннесси) по маршруту печально знаменитой Дороги слёз.
2. Морской путь Каскадиа[англ.] (англ. Cascadia Marine Trail) — протяжённость 160 миль (260 км) от Олимпии (штат Вашингтон) в CDP Пойнт Робертс (штат Вашингтон) на канадской границе по маршруту ранних индейских торговых путей в регионе Пьюджет-Саунд.
3. Национальный исторический путь Хуана Баутиста де Анса[англ.] (англ. Juan Bautista de Anza National Historic Trail) — протяжённость 1200 миль (1900 км) от Ногалес (Аризона) в северо-западном направлении к Сан-Франциско (Калифорния) по маршруту экспедиции испанского исследователя Хуана Баутиста де Анса.
4. Путь Свободы (англ. Freedom Trail) — исторический пеший маршрут в Бостоне (штат Массачусетс) протяжённостью 2,5 мили (4,0 км) от старейшего в США общественного парка Бостон-Коммон до монумента в честь битвы при Банкер-Хилле, включает 15 достопримечательностей, сыгравших важную роль в колониальной истории США.
5. Национальный исторический путь Льюиса и Кларка[англ.] (англ. Lewis and Clark National Historic Trail) — протяжённость 3700 миль (6000 км) из лагеря Дюбуа в Вуд-Ривер (штат Иллинойс) на запад в Лес Ширли Парк (штат Орегон) по маршруту экспедиции Льюиса и Кларка 1803—1806 годов.
6. Путь подземной железной дороги[англ.] (англ. Underground Railroad Trail) — разнообразные маршруты в восточной части США, Техасе, Оклахоме, Южной Канаде, Мексике и Карибском бассейне по которым Подпольная железная дорога вывозила беглых рабов из США.
7. Путь открытия Гражданской войны[англ.] (англ. Civil War Discovery Trail) — включает 500 мест в 27 штатах, связанных с историей Гражданской войны в США; чтит жертвы и тяготы гражданской войны в США.
8. Путь Интернешнл Экспресс[англ.] (англ. International Express Trail) — протяжённость 5 миль (8,0 км) в Куинс (один из боро Нью-Йорка); от Саннисайд до Флашинга по маршруту линии метро Флашинг, которая была построена в начале 1900-х годов для обслуживания новых районов Нью-Йорка, активно заселяемых иммигрантами.
9. Национальный исторический путь Айдитарод[англ.] (англ. Iditarod National Historic Trail) — протяжённость 938 миль (1510 км) от Сьюарда (Аляска) на северо-запад до Нома (Аляска) по маршруту гонки на собачьих упряжках «Путь Айдитарод» и человеческих миграций предков коренного населения Америки через Берингов мост.
10. Аппалачская тропа (англ. Appalachian Trail) — протяжённость 2160 миль (3480 км) от горы Спрингер (горный хребет Блю-Ридж, Аппалачи) в Джорджии до горы Катадин в Аппалачах, высочайшей точки штата Мэн, самый длинный естественный проход в мире.
11. Великий западный путь[англ.] (англ. Great Western Trail) — протяжённость 3100 миль (5000 км) от канадской границы на юг к мексиканской границе через Монтану, Айдахо, Вайоминг, Юту и Аризону.
12. Национальный видовой путь «Северная страна»[англ.] (англ. North Country National Scenic Trail) — протяжённость 4600 миль (7400 км) от Сакакавиа, водохранилища на реке Миссури в центральной части штата Северная Дакота, на восток до Порта Генри (штат Нью-Йорк), пересекающий различные типы ландшафтов, которые характерны для северной части США.
13. Пути Хэтфилд-Маккой[англ.] (англ. Hatfield–McCoy Trails) — протяжённость 2000 миль (3200 км) через штаты Западная Вирджиния, Кентукки и Вирджиния вдоль горных хребтов и брошенных угледобывающих посёлков на юге Западной Вирджинии.
14. Зелёная дорога Восточного побережья[англ.] (англ. East Coast Greenway) — протяжённость 2500 миль (4000 км) от Ки-Уэст (штат Флорида) на север до Кале (штат Мэн) через 15 самых густонаселённых штатов Америки и большинство крупнейших городов восточного побережья США.
15. Миссисипский речной путь[англ.] (англ. Mississippi River Trail) — протяжённость 2000 миль (3200 км) от ледникового озера Айтаска (штат Миннесота) на юг до Нового Орлеана (штат Луизиана) по Миссисипи, одной из самых длинных рек в мире.
16. Путь открытия Америки[англ.] (англ. American Discovery Trail) — протяжённость 6356 миль (10229 км) от природного парка «Мыс Хенлопен» (штат Делавэр) на запад в Национальный приморский парк Пойнт-Рейес (Калифорния).